# Caribe atómico
Caribe Atómico es el cuarto álbum de estudio del grupo colombiano Aterciopelados, publicado en 1998, su grabación se efectuó en Kampo Center (New York) y Audiovision (Bogotá); producido por Andres Levin; tras el éxito de los primeros álbumes el grupo reapareció con una nueva propuesta un tanto distanciada del sonido de sus anteriores entregas. Este disco es una combinación de ritmos latinos con un toque electrónico, siendo un proyecto de estudio y experimentación con teclados, loops de vinilos viejos y ayuda computarizada.
Por su temática ambiental es considerado uno de los primeros trabajos conceptuales del grupo, lo cual se aprecia en la pista que da título al disco y la llamada "Humo y alquitrán", son de las primeras composiciones de la banda en las cuales se reconoce un compromiso ecológico. Otros temas importantes que emanaron de este disco y se volverían clásicos del grupo fueron "El estuche" y "Maligno"
Pese a lo experimental, Caribe Atómico funcionó muy bien en ventas, logrando distribuir más de 400,000 copias en Colombia y más de 500,000 a nivel mundial, siendo uno de los discos con más ediciones internacionales del grupo recibiendo varios discos de oro y platino, esta entrega los llevó a girar con artistas como Molotov y Los Fabulosos Cadillacs además de esto lograron su segunda nominación a los Grammy Awards como Mejor Álbum Rock Alternativo Latino.

## Grabación y lanzamiento
Se grabó mayormente en los estudios de Kampo Center en New York y otra parte en Bogotá; para la producción de este álbum se contrató al venezolano Andrés Levin. A partir de este trabajo cambió el concepto del grupo, reduciéndose básicamente a Andrea y Héctor aunque se mantuvo de la formación más exitosa a Alejo Gomezcásseres en la guitarra y otros instrumentos. El primer corte de difusión fue "El estuche" y el lanzamiento oficial del álbum se dio el 23 de junio de 1998.

## Álbum
Si bien Caribe Atómico tuvo críticas encontradas debido al cambio de sonido, comparado con sus anteriores trabajos marca una senda más electrónica en el grupo con un sonido más alternativo y con menos distorsión, lo cual se vería reflejado en sus siguientes entregas. 
Para este trabajo la banda cuenta con el baterista Mauricio Montenegro aportando su particular sonido a nivel de estudio y en vivo, así como el nuevo rol de Héctor en la programación y mezcla; adicionalmente se emplearon instrumentos no usados en anteriores entregas como contrabajo, violines, piano, bandoneón y trompetas, lo cual brindo sonido distintivo a cada canción.
En cuanto a los temas que lo componen, la pista del título, "Caribe atómico", es una protesta enérgica de advertencia acerca de la contaminación del Caribe con una marcada mezcla de un rock acompañada por toques electrónicos y algo de música tropical; "El Estuche" es una de las más emblemáticas críticas al materialismo y "Maligno", un tema más melancólico con fuerte influencia de violines y bandoneón, y con una destacada letra sobre un desastre amoroso. Canciones como Doctora Corazón y El desinflar de tu cariño mantienen una lírica similar de "despecho" aunque la primera se caracteriza por mantener un constante sintetizador narrativo. "Miénteme", "Cosmos" y "Péndulo" poseen sonidos más influenciados por el Worldbeat fusionando instrumentación y sonidos folk con sintetizador y batería programada.
La canción "Humo y alquitrán" se percibe como una crítica abierta a las contaminación en las ciudades por el uso de hidrocarburos, con una narrativa y conceptos musicales más urbanos; gracias a lo anterior, a partir de este álbum, Aterciopelados logró posicionarse como un importante referente en la lucha contra la contaminación del medio ambiente, algo que se desarrollaría conceptualmente más adelante en su álbum Río de 2008.

## Gira Caribe Atómico
Inició con tres presentaciones en España en el mes de julio: Madrid, San Sebastián y el Festival Dr. Music de Barcelona, donde actuaron como invitados especiales. Después participarían de la Expo Lisboa en Portugal, que coincidió con la temática de  "Los océanos: un patrimonio para el futuro". Seguidamente visitaron Caracas y Santo Domingo. En Colombia el lanzamiento se realizó en Cartagena por coincidir con la temática del nuevo trabajo, el grupo también fue uno de los animadores del Festival de Verano de Bogotá.
Se presentaron en la convención regional de la casa disquera en Buenos Aires, donde, tras una exitosa presentación, fueron invitados a tocar por primera vez en Alemania, también fueron invitados a participar en la gira Calaveras y Diablitos, al lado de Molotov, Los Fabulosos Cadillacs, Julieta Venegas y Maldita Vecindad y cerraron una edición más del Festival de Rock al Parque, para proseguir con varios conciertos gratuitos por diversas causas en varias ciudades de Colombia. En 1999 participaron del primer Festival Pululahua, rock desde el volcán y también darían un concierto gratuito en la municipalidad de Paratebueno abogando por la paz y en beneficio de los afectados por el terremoto del Eje Cafetero.

## Crítica y reconocimientos
Fue uno de los trabajos más cuestionados del grupo, que decidió alejarse un poco del rock convencional e incursionó en ritmos novedosos, impulsados por la música electrónica y psicodélica. Pese a esto consiguió permanecer en las principales listas y llegaron reconocimientos como el galardón de MTV a mejor vídeo de música alternativa por su sencillo "El estuche". A su vez, Andrea fue elegida por segunda ocasión como la mejor voz femenina del rock en los premios de la revista Banda Elástica. En 1999 lograrían por segundo año consecutivo la nominación a los Grammy Awards y el periódico Los Angeles Times nombraría a Caribe Atómico como el mejor álbum de 1998.

## Lista de temas
| Caribe Atómico |                             |                     |          |  |
| N.º            | Título                      | Escritor(es)        | Duración |  |
| 1.             | «Caribe atómico»            | Buitrago            | 4:14     |  |
| 2.             | «El estuche»                | Echeverri           | 3:22     |  |
| 3.             | «Maligno»                   | Buitrago, Echeverri | 4:09     |  |
| 4.             | «El desinflar de tu cariño» | Echeverri           | 3:53     |  |
| 5.             | «Miénteme»                  | Echeverri, Ketama   | 2:48     |  |
| 6.             | «Cosmos»                    | Buitrago            | 3:44     |  |
| 7.             | «Péndulo»                   | Buitrago            | 4:00     |  |
| 8.             | «Humo y alquitrán»          | Buitrago            | 2:50     |  |
| 9.             | «Mañana»                    | Andrea Echeverri    | 3:53     |  |
| 10.            | «Doctora corazón»           | Andrea Echeverri    | 4:32     |  |
| 11.            | «Reacio»                    | Echeverri           | 3:43     |  |
| 12.            | «Días»                      | Echeverri           | 3:24     |  |
| 44:32          |                             |                     |          |  |

## Videoclips
- «El estuche»
- «Maligno»
- «Doctora Corazón»

## Músicos
- Andrea Echeverri: Voz, guitarra rítmica
- Héctor Buitrago: Bajo, coros
- Mauricio Montenegro: Batería
- Alejandro Gómez-Cáceres: Guitarra

Músicos colaboradores
- Nené Vásquez: Percusiones
- Isnardo Chipatecua: Trompeta
- Edy Martínez: Piano
- Alfredo de la Fe: Violín
- Carlos Franco: Requinto
- Brad Jones: Contrabajo
- Raúl Juarena: Bandoneón
- Andrés Levin: Bajo, Guitarra , Mellotron , Ondioline , Órgano
- Julián Rojas: Acordeón

Invitados
- Vinicius Cantuária: Guitarra, Pandeiro, Surdo, Tambourine.
- Ketama: Compositor
- Arto Lindsay: Guitarra 12 cuerdas , guitarra eléctrica.
- Marc Ribot: Artista Invitado

## Posicionamientos
| Publicación   | País     | Trabajo      | Lista                                 | Año  | Puesto |
| ------------- | -------- | ------------ | ------------------------------------- | ---- | ------ |
| Alborde       | EUA      | "El Estuche" | 500 canciones del Rock Iberoamericano | 2006 | 224    |
| Alborde       | EUA      | "Maligno"    | 500 canciones del Rock Iberoamericano | 2006 | 341    |
| Rolling Stone | Colombia | "Maligno"    | 50 Grandes Canciones Colombianas      | 2014 | 30.º   |